# NGC 6786
NGC 6786 (другие обозначения — PGC 62864, UGC 11414, IRAS19119+7319, ZWG 341.19, Z 1911.9+7318, VV 414, 7ZW 864, KCPG 538A) — галактика в созвездии Дракон.
Этот объект входит в число перечисленных в оригинальной редакции «Нового общего каталога».
В галактике вспыхнула сверхновая SN 2004ed типа II, её пиковая видимая звездная величина составила 17,4.